# Stadlauer Friedhof

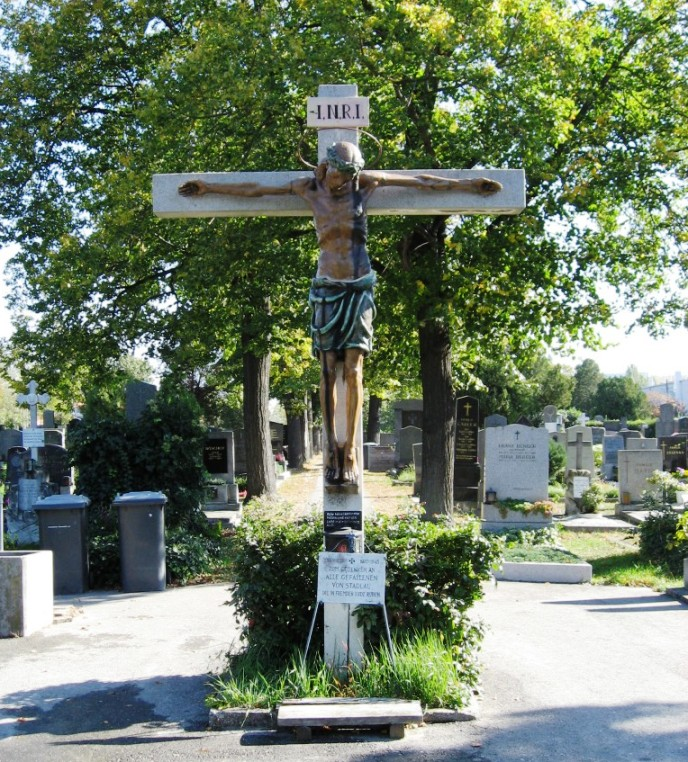
Das „Heimkehrerkreuz“ im Zentrum des Stadlauer Friedhofs

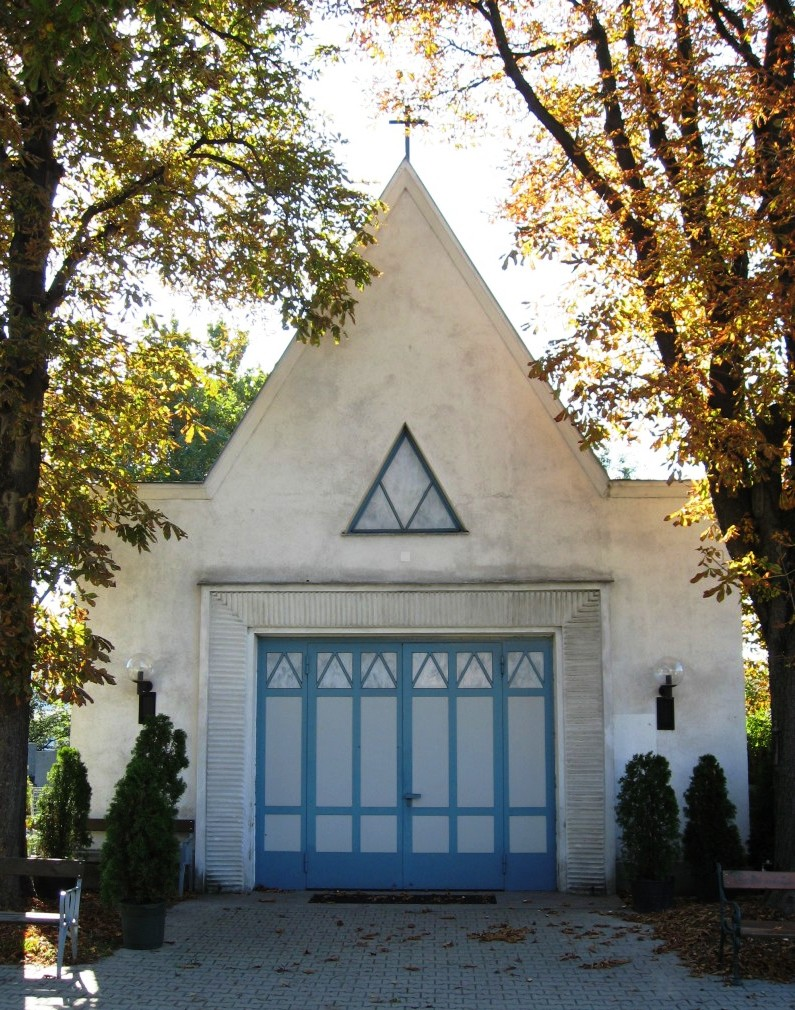
Aufbahrungshalle

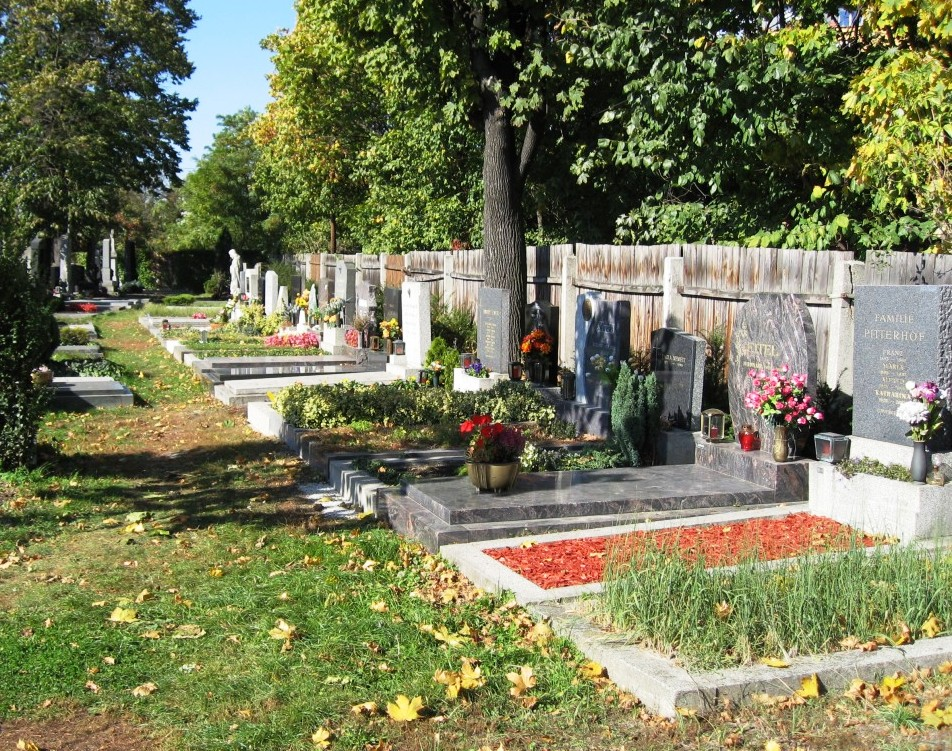
Gräberreihe

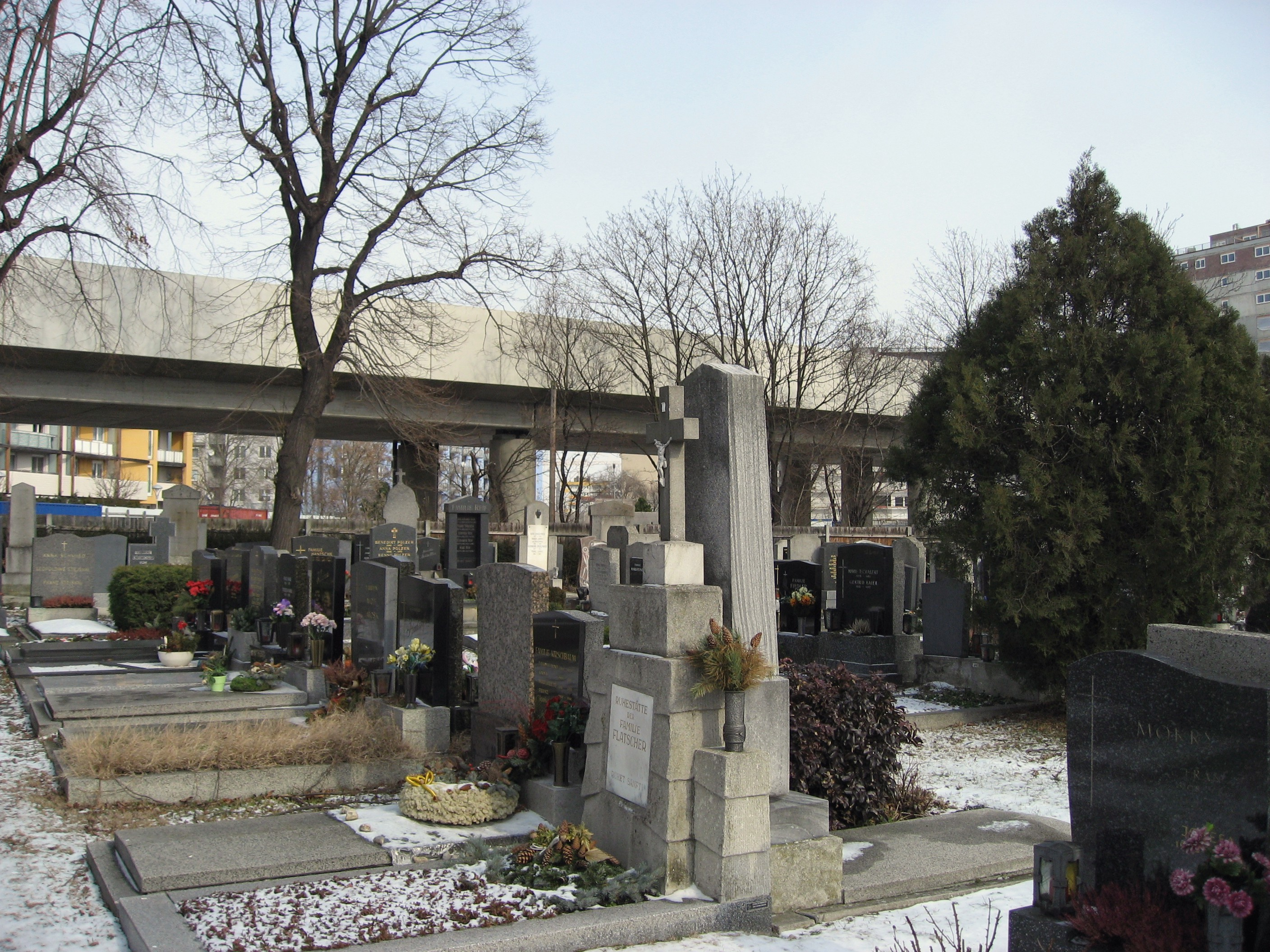
Die U-Bahntrasse grenzt knapp an den Friedhof

Der Stadlauer Friedhof ist ein Friedhof im Bezirksteil Stadlau des 22. Wiener Gemeindebezirks Donaustadt. Der Haupteingang befindet sich in der Gemeindeaugasse 27.

## Geschichte
Ursprünglich ließen die Bewohner des damaligen Wiener Vorortes Stadlau ihre Toten auf dem Friedhof um die Kirche St. Georg in Kagran beerdigen. Als dieser aufgelassen wurde und die Gemeinde Kagran 1875 einen neuen Ortsfriedhof errichtete, folgte Stadlau noch im selben Jahr diesem Beispiel. Der Stadlauer Friedhof wurde „in südöstlicher Richtung von Stadlau auf der Au Hutweide befindlichen Platze“ am Ende der damaligen Klostergasse errichtet und war durch eine Allee mit dem Ort verbunden. Am 22. August 1875 wurde er vom Kagraner Pfarrer Andreas Huger geweiht. Die Einsegnungen übernahm ein eigens dafür delegierter Priester des Kagraner Pfarramtes.
Eine erste Erweiterung des Friedhofs erfolgte 1891. 1898 bekam die Ordensgemeinschaft der „Schwestern vom armen Kinde Jesus“, die bereits 1889 im Stadlauer Augebiet das Kloster Maria Frieden gegründet hatte, auf dem Friedhofsgelände eine separate, von einem Eisengitter umfriedete Abteilung von der Gemeinde Stadlau geschenkt. Der seit 1919 in Stadlau tätige Orden der Salesianer Don Boscos (Errichtung der Stadlauer Kirche Herz Jesu im Jahr 1924) erwarb einige Grabstellen. In den Jahren 1915/16, 1925 und 1929 wurde der Friedhof neuerlich erweitert. 1930 wurde die Aufbahrungshalle errichtet.
Im Zentrum des Friedhofsgeländes stand ab 1876 ein gusseisernes Kreuz, das 1946 während eines schweren Unwetters umfiel und zerbrach. Seit 1947 befindet sich an dieser Stelle das vom Bildhauer Josef Franz Riedl gestaltete „Heimkehrerkreuz“ (zu dieser Zeit kehrten etliche Stadlauer aus der Kriegsgefangenschaft heim), das „Zum Gedenken an alle Gefallenen von Stadlau, die in fremder Erde ruhen“ errichtet wurde.
Eine vom Wiener Gemeinderat geplante Schließung des Stadlauer Friedhofs sowie einiger anderer Wiener Friedhöfe sollte bis zum Jahr 1975 erfolgen. Nach einer Verlängerung der Frist bis 1985 wurde dieses Vorhaben jedoch durch eine Volksbefragung im Jahr 1980 gekippt. Da nun der Bestand des Friedhofs gesichert war, wurden in den 1980er Jahren einige Umgestaltungen durchgeführt. Es wurde ein neues Kanzleigebäude errichtet und die Aufbahrungshalle umgebaut. Der Architekt Erich Boltenstern entwarf die Innenausgestaltung des Aufbahrungsraumes. Am westlichen Ende des Friedhofs in der Gemeindeaugasse wurde eine neue Einfriedungsmauer aus Fertigteilen errichtet. Entlang der Hardeggasse wurden neue Tore geschaffen, da diese infolge der Stadterweiterung in diesem Gebiet an Bedeutung gewann.

## Allgemeines
Der Stadlauer Friedhof wird im Auftrag der Friedhöfe Wien GmbH vom Friedhofsmeister Walter Rybak verwaltet und zählt mit einer Fläche von knapp unter 15.000 m² und etwa 2.400 Grabstellen zu den eher kleinen Friedhöfen Wiens. Berühmte Namen findet man kaum auf den Grabsteinen, so zählt der Friedhof zu den wenigen in Wien, in denen sich keinerlei von der Stadt Wien gewidmete Grabstellen befinden. Das lässt sich einerseits durch die geringe Größe des Friedhofs erklären, andererseits dadurch, dass der ehemalige Vorort Stadlau durch seine Lage jenseits der Donau Wien ferner war als beispielsweise die westlichen Vororte. Außerdem war Stadlau ursprünglich ein Bauerndorf und entwickelte sich in der zweiten Hälfte des 19. Jahrhunderts zu einem Eisenbahner- und Industrieort, weshalb hier einst vor allem die ansässigen Bauern und Arbeiter beerdigt wurden.
Die oberirdische Trasse der im Donaustädter Raum als Hochbahn geführten U-Bahn-Linie U2 verläuft unmittelbar neben der nördlichen Umzäunung des Friedhofs, die Station Hardeggasse ist nur wenige Schritte vom Friedhof entfernt.

## Grabstätten bedeutender Persönlichkeiten
| Name                 | Lebensdaten | Tätigkeit      |
| -------------------- | ----------- | -------------- |
| Robert Bleichsteiner | 1891–1954   | Ethnologe      |
| Josef Smistik        | 1905–1985   | Fußballspieler |
| Ernst Skrička        | 1946–2020   | Grafiker       |